# حرية الدين في تايوان
حرية الدين في تايوان منصوص عليها في دستور جمهورية الصين، الذي يسري على تايوان أيضًا. تحترم حكومة تايوان التقدمية عمومًا حرية ممارسة الدين، مع سياسات تساهم في الممارسة الحرة بشكل عام للشعائر الدينية. ساهمت حماية تايوان القوية لحقوق الإنسان، وغياب التمييز لدى الدولة، واحترامها حرية الدين أو المعتقد، باحتلالها المرتبة الأولى إلى جانب هولندا وبلجيكا في تقرير حرية الفكر لعام 2018. منحت فريدوم هاوس تايوان أعلى درجة للحريات الدينية عام 2018. من المحتمل أن يأتي الإكراه الوحيد لممارسة إيمان معين في تايوان من داخل الأسرة، إذ قد يؤدي اختيار تبني إيمان أو اعتناق دين غير تقليدي أو لا يتوافق مع معتقدات الأهل إلى نبذ من يتوقفون عن أداء طقوس الأسلاف في العبادة.

## الديمغرافيا الدينية
تبلغ مساحة تايوان 13,800 ميل مربع (36,000 كيلومتر مربع)، ويبلغ عدد سكانها 23 مليون نسمة. ينص الكتاب السنوي لمكتب الإعلام الحكومي لعام 2006، قسم الشؤون الدينية بوزارة الداخلية، على أن 35% من السكان يعتبرون أنفسهم بوذيين، و33% يعتبرون أنفسهم من الطاويين. رغم أن الغالبية العظمى من المؤمنين بديانة إما بوذيون أو طاويون، يعتبر الكثير من الناس أنفسهم بوذيين وطاويين في نفس الوقت.
بالإضافة إلى ممارسة الديانات المنظمة، اتبع العديد من الأشخاص في تايوان مجموعة من المعتقدات المتأصلة بعمق في الثقافة الصينية، والتي يمكن أن يُطلق عليها «الدين الشعبي الصيني التقليدي». قد تشمل هذه المعتقدات بعض جوانب الشامانية، وعبادة الأسلاف، والإيمان بالأشباح، والأرواح المختلفة، بالإضافة إلى الروحانية. يقدر الباحثون والأكاديميون أن ما يصل إلى 80% من السكان في تايوان يؤمنون ببعض أشكال الدين الشعبي التقليدي. قد تتداخل هذه الديانات الشعبية مع إيمان الفرد بالبوذية، أو الطاوية، أو الكونفوشيوسية، أو غيرها من الديانات الصينية التقليدية.
تشمل الديانات الصينية التقليدية التي يبلغ عدد أتباعها أقل من 5% من عدد السكان: آي كوان تاو، وتِن تي تشياو، والليئية، وهسوان يوان تشياو (ديانة الإمبراطور الأصفر)، وتيان لي تشاو، وغيرها.
قد يكون هناك تداخل بين معتنقي البوذية والطاوية والأديان الصينية التقليدية الأخرى مع ديانات الفالون غونغ المسجلة بصفتها منظمة مدنية لا دينية. في تايوان، تُعد فالون غونغ حركة روحانية لا ديانة. أفاد المؤيد الرئيسي لفالون غونغ في تايوان أن عدد الأعضاء يتجاوز 500 ألف وما زال ينمو بسرعة.
بالإضافة إلى الديانات الصينية التقليدية، تعتنق نسبة صغيرة من السكان البروتستانتية أو الكاثوليكية أو الإسلام (المذهب السني).
في حين لا تتحقق السلطات التايوانية بشكل مستقل من الإحصاءات المتعلقة بالانتماء الديني، فهي تحتفظ بإحصائيات التسجيل التي أبلغت عنها المنظمات الدينية طواعية. يعتقد المسؤولون في قسم الشؤون الدينية بوزارة الداخلية أن هذه الإحصاءات التي يجري الإبلاغ عنها طوعًا تقلل بدرجة كبيرة من عدد الأشخاص في تايوان الذين يلتزمون بالمعتقدات الدينية ويشاركون في بعض أشكال الأنشطة الدينية. يقدر قسم الشؤون الدينية في وزارة الداخلية أن ما يقارب 50% من السكان في تايوان يشاركون بانتظام في بعض أشكال الممارسات الدينية المنظمة، والتي تتميز عن الأديان الشعبية الصينية التقليدية، ويقدّر أن 14% من السكان ملحدون.
تعبر المعتقدات الدينية عن الخطوط السياسية والجغرافية. يمارس أعضاء القيادة السياسية ديانات مختلفة.